# Taula de Lletres Valencianes
Taula de Lletres Valencianes (Table des lettres valenciennes en catalan) est une revue littéraire en langue catalane lancée à Valence en 1927, en pleine Dictature de Primo de Rivera, par Carles Salvador, Adolf Pizcueta, Enric Navarro i Borràs, Miquel Duran de València et Francesc Caballero Muñoz.

## Présentation
Fruit d'une génération nouvelle formée en opposition au régime, elle marque le début du travail de promotion de la culture valencienne qui se poursuivra jusqu'au début de la guerre civile,.
Il s'agit de la première tentative sérieuse de construire une littérature valencienne moderne et de qualité depuis une optique clairement nationaliste. Elle entretenait de bonnes relations avec la Societat Castellonenca de Cultura et Acció Cultural Valenciana, fut à l'origine de la création de la maison d'édition L'Estel et joua un rôle notable dans l'élaboration des Normes de Castelló, adoptées en 1932.
Parmi ses collaborateurs occasionnels, on peut citer Pasqual Asins, Eduard Ranch i Fuster, Artur Perucho i Badia, Angelí Castanyer i Fons ou encore le graphiste Josep Renau i Berenguer.
Au total furent publiés 39 numéros. Les derniers furent réalisés sous la direction de Francesc Almela i Vives. Sa publication prit fin en 1930, à la veille de la République.